# لوري مور (كاتب)
لوري مور (بالإنجليزية: Lorrie Moore) (و. 1957  م) هي كاتِبة، وروائية، وعضوة هيئة تدريس جامعية أمريكية، ولدت في غلينز فولز، هي عضوةٌ في الأكاديمية الأمريكية للفنون والآداب، والأكاديمية الأمريكية للفنون والعلوم.

## التعليم
تعلمت في جامعة كورنيل.

## جوائز
حصلت على جوائز منها:
- جائزة أوليفر هنري [الإنجليزية]‏ (1998)
- جائزة بن/مالامود
- زمالة غوغنهايم.

## روابط خارجية
- لوري مور على موقع ميوزك برينز (الإنجليزية)